# Les Amputés de guerre
L'Association des Amputés de guerre (en anglais, The War Amps) a été créée en 1918 en adoptant la philosophie « les amputés s'entraident ». Aujourd'hui, elle perpétue cette tradition. En tant qu'organisme de bienfaisance national enregistré, l'association vient en aide aux amputés de guerre ainsi qu'à tous les Canadiens amputés, y compris les enfants.

## Présentation de l'Association des Amputés de guerre
Instaurée par des amputés de guerre, en 1918, à leur retour de la Première Guerre mondiale, l'Association des Amputés de guerre adhère à une philosophie qui a fait sa marque : « les amputés s'entraident ». L'organisme d'aujourd'hui, façonné par les efforts de ces anciens combattants amputés, poursuit dans le même esprit ses services d'assistance et de soutien par les pairs.
L'association continue de servir les amputés de guerre, tout en aidant d'autres Canadiens amputés parmi lesquels on compte des enfants.
L'Association des Amputés de guerre est prorogée en vertu de la Loi canadienne sur les organisations à but non lucratif et est enregistrée comme organisme de bienfaisance auprès de l'Agence du revenu du Canada. L'association est financée par les dons faits au Service des plaques porte-clés. Elle ne reçoit aucune subvention gouvernementale.

### Buts et objectifs de l'association
- - Fournir de l'aide financière aux personnes amputées pour l'acquisition de leurs membres artificiels;
  - Renseigner les personnes amputées sur les nouveautés en matière de membres artificiels et sur les divers sujets liés à l'amputation;
  - Encourager les enfants amputés à adopter une approche positive de la vie en tant que personnes amputées, au moyen de programmes de soutien complets qui leur proposent notamment des outils pour parvenir à l'autonomie;
  - Venir en aide aux amputés de guerre et aux anciens combattants gravement handicapés;
  - Veiller au respect des droits et des intérêts des personnes amputées;
  - Procurer des emplois aux personnes amputées ou ayant d'autres handicaps à l'atelier protégé du Service des plaques porte-clés et ailleurs au sein de l'association;
  - Servir le public grâce au Service des plaques porte-clés, aux programmes Jouez Prudemment et Prudence au volant, ainsi qu'aux activités organisées par Opération « héritage »[2].

L'Association des Amputés de guerre peut maintenir ses divers programmes uniquement grâce aux dons du public à son Service des plaques porte-clés et à son Service des étiquettes-adresse.

## Historique[5]
1918  Fondation par des anciens combattants amputés de l'Association des Amputés de la Grande Guerre (nom à l'époque). L'association a comme objectif de créer un groupe de soutien et d'entraide entre personnes amputées. Son premier président est le lieutenant-colonel Sidney Lambert, un aumônier amputé d'une jambe à la suite d'un combat en France.

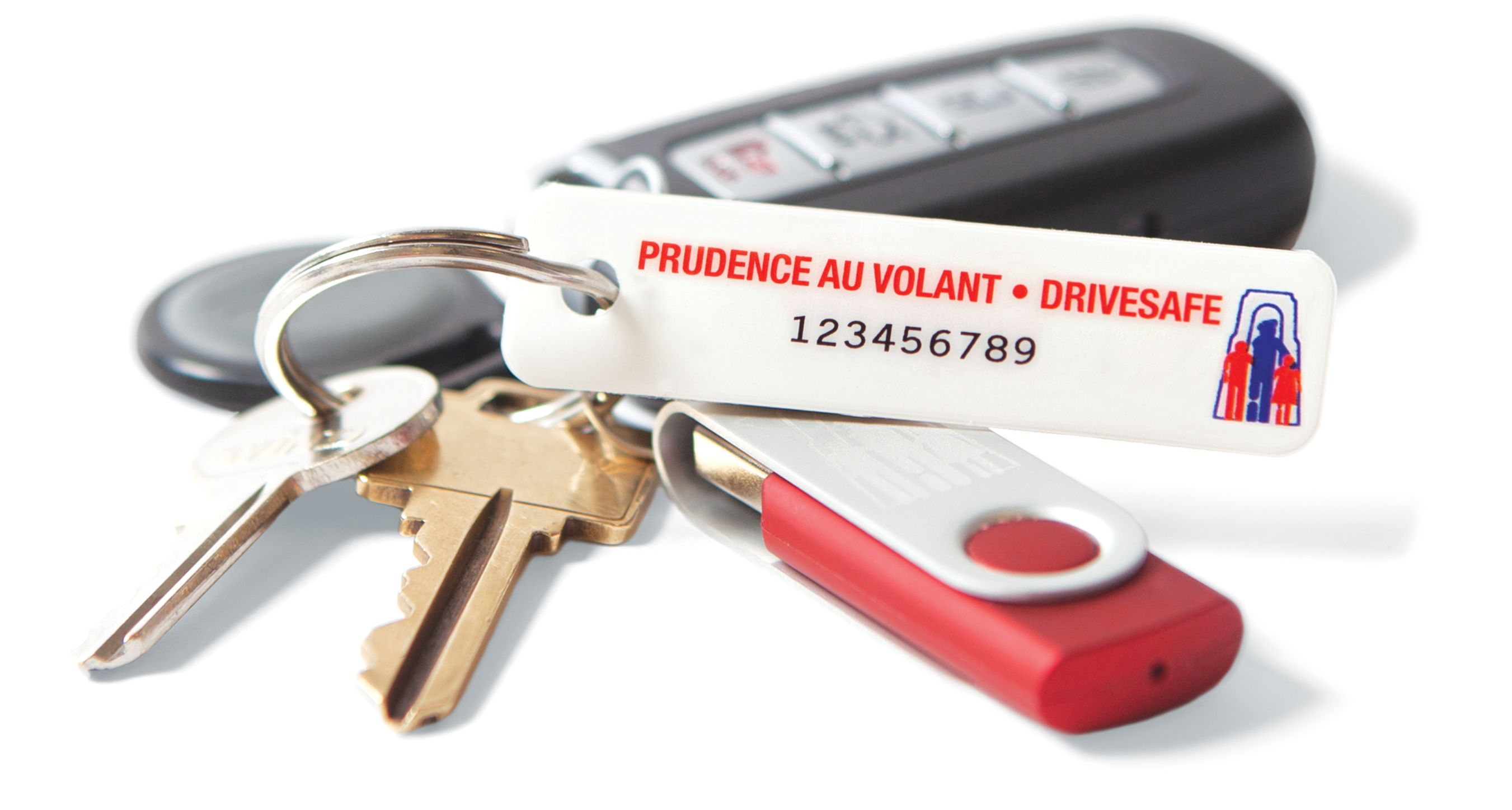
Plaque porte-clés de l'Association des Amputés de guerre

1946 : L’association met en place son Service des plaques porte-clés. Ce service, permet de retourner un trousseau de clés égaré à son propriétaire. Ce programme est financé par des dons volontaires et permet aux personnes handicapées, dont des amputés, de travailler dans un atelier protégé.
1972 : Le Service des étiquettes-adresse a été instauré, offrant ainsi du travail à l'atelier protégé durant toute l'année. L'Association des Amputés de guerre peut maintenir ses divers programmes uniquement grâce aux dons du public à ceux deux services.
1975 : Les amputés de guerre, membres de l’association, jugent que l’organisme répond bien à leurs besoins et désirent dorénavant aider les enfants amputés. Ils mettent en place le Programme Les Vainqueurs.
1978 : Les Vainqueurs commencent à transmettre le message Jouez Prudemment aux autres enfants, les incitant à repérer les dangers avant de s’amuser.
1984 : Le Programme Les mères solidaires voit le jour. Il offre du soutien provenant de parents qui sont « passés par là » aux familles qui font face depuis peu à la réalité de l’amputation de leur enfant.
1991 : Envol offre aux enfants amputés de plusieurs membres un ordinateur et des appareils adaptés.
1991 : Les Vainqueurs commencent à transmettre le message du Souvenir par l'intermédiaire d'Opération « héritage ».

## Aide offerte

### Enfants amputés[14]
Depuis sa création en 1975, le Programme pour enfants amputés (Les Vainqueurs) a permis à des générations de jeunes amputés d’obtenir de l’aide financière pour l’achat de membres artificiels et d’appareils conçus pour les loisirs, de prendre part à des séminaires régionaux et de bénéficier du soutien de leurs pairs. De la petite enfance à l’âge adulte, les Vainqueurs grandissent en sachant que le Programme Les Vainqueurs sera présent à chaque étape de leur vie.
Le programme apporte de l'aide financière pour l'achat de membres artificiels et de divers appareils conçus pour la pratique d'activités récréatives, ainsi qu'un soutien moral. Un grand éventail de ressources d'information est aussi disponible.

### Adultes amputés[16]

#### Aide financière
Le Programme pour adultes amputés, qui procure de l'aide financière contribuant à l'achat de membres artificiels, s'adresse aux personnes amputées canadiennes âgées de 18 ans et plus.

#### Information sur la vie en tant que personne amputée
L'Association des Amputés de guerre met à la disposition des personnes amputées et de leur famille un large éventail de ressources traitant de divers sujets liés à la vie avec l'amputation. 

#### Équité pour les personnes amputées
L'Association des Amputés de guerre prend parti pour les personnes amputées qui ont été victimes de discrimination ou soumises à une lourdeur administrative en tentant d’obtenir de l’aide financière ou de faire respecter leurs droits légaux.

### Amputés de guerre[17]
L'association continue à servir les amputés de guerre et les anciens combattants gravement handicapés en agissant à titre de « navigateur » afin de les aider à obtenir les avantages et les services auxquels ils ont droit, en partageant son expertise sur tous les sujets liés à l'amputation, en prenant parti pour les personnes amputées et en visant à faire adopter des changements d'ordre législatif. L'association travaille aussi de concert avec Anciens Combattants Canada ainsi qu'avec les Forces armées canadiennes auprès desquels elle agit en tant qu'organisme consultatif pour nous assurer que les personnes amputées reçoivent les services dont elles ont besoin.
C'est avec fierté que l'Association des Amputés de guerre sert les amputés de guerre traditionnels et ceux qui ont pris part aux conflits plus récents.